# Betrayal at House on the Hill
Betrayal at House on the Hill è un gioco da tavolo ideato da Bruce Glassco, sviluppato da Rob Daviau, Bill McQuillan, Mike Selinker e Teeuwynn Woodruff, e pubblicato da Avalon Hill. I giocatori inizialmente sono alleati tra loro mentre esplorano una casa infestata piena di pericoli, trappole, oggetti e presagi. Man mano che si avventurano all'interno della casa, le tessere Stanza vengono pescate e posizionate sul tavolo per rivelare le nuove camere: dato che ogni tessera pescata è casuale, il gioco è diverso in ogni sessione. A un certo punto parte l'"infestazione": la natura e la trama della partita viene rivelata ai giocatori, uno dei quali tradisce gli altri e si schiera dalla parte dei nemici, mentre gli altri devono collaborare tra loro per sconfiggere i mostri e il traditore.

## Contenuto
Il gioco consiste in:
- tessere Stanza, suddivise in primo piano, piano terra e sotterraneo;
- tre tipi di carte per gli Oggetti, Eventi e Presagi;
- sei diverse schede personaggio. Ogni scheda ha stampato un personaggio diverso sui due lati, portando il numero di personaggi a dodici. Su ogni lato della scheda sono inoltre riportate quattro caratteristiche che indicano il livello di Forza, Velocità, Conoscenza e Salute Mentale. La modifica dei livelli delle caratteristiche non implica necessariamente una variazione dello stato del personaggio: perdere un punto Forza, ad esempio, potrebbe non alterare la capacità del personaggio di trasportare oggetti, però lo avvicina al livello di morte;
- segnalini per rappresentare i giocatori, i mostri e gli oggetti.
- dadi a sei facce recanti i valori 0, 1 o 2.

## Partita
La partita è strutturata in due fasi: la fase iniziale di Esplorazione e la fase successiva di Infestazione. All'inizio, i giocatori scelgono il loro personaggio. Della casa è visibile solo il salone d'ingresso e le scale che portano rispettivamente al primo piano e al sotterraneo posizionate in punti diversi: il salone e le scale del primo piano sono immediatamente accessibili, mentre le scale del sotterraneo rimangono non raggiungibili finché non saranno collegate con le tessere Stanza al resto della camere via via esplorate. Ad ogni turno, il giocatore può muoversi attraverso un numero di stanze pari al suo livello di Velocità. Se si sposta attraverso una porta dove non c'è una camera, pesca una tessera Stanza valida e la piazza davanti alla porta, in modo che combaci con tutte le tessere adiacenti. Se sulla nuova tessera è presente l'icona di un Evento, un Oggetto o un Presagio, il giocatore pesca una carta dal relativo mazzo e ne segue le istruzioni. Le carte Evento spesso richiedono un tiro di dadi contro una caratteristica per evitare danni o per ricevere benefici. Le carte Oggetto forniscono l'equipaggiamento che il giocatore può usare, scartare e scambiare con gli altri. Anche dalle carte Presagio si ottengono oggetti, però ad un prezzo: dopo aver pescato una carta Presagio, il giocatore deve lanciare sei dadi, e se il risultato è inferiore al numero di carte Presagio già pescate, la fase Infestazione ha inizio. Se non diversamente specificato, dopo aver pescato una carta e averne seguito le istruzioni il turno finisce. Altrimenti, il giocatore può continuare a muoversi attraverso le camere; le icone su stanze già presenti vengono ignorate. Qualche tessera Stanza ha specifiche istruzioni che devono essere seguite quando ci si sposta sopra di esse, come ad esempio fare un tiro su una caratteristica in modo da uscire dalla camera senza subire danni.
Una volta innescata la fase Infestazione, speciali tabelle nel regolamento di gioco riportano quale infestazione è in atto, a seconda di quale stanza o presagio l'ha attivata, e chi è il traditore: benché spesso il traditore possa essere chi ha scatenato l'evento, potrebbe essere un altro. A questo punto il traditore esce dalla stanza e legge sul suo libretto quali siano le sue condizioni di vittoria, mentre gli altri leggono su un altro libretto le loro e discutono su come affrontare il traditore. Le infestazioni sono rappresentate da orde di classici nemici dell'immaginario horror quali zombie, cannibali, draghi, vampiri, fantasmi, ecc... Qualche obiettivo può permettere al traditore di far passare dalla sua parte altri giocatori (ad esempio, trasformandoli in lupi mannari).
Il gioco dunque procede in maniera simile alla fase di Esplorazione, tranne per il fatto che il traditore gioca dopo che tutti gli altri hanno mosso. I giocatori possono ora attaccare il traditore o qualsiasi creatura che lui controlli, e viceversa. I danni vengono conteggiati spostando i livelli delle caratteristiche verso il basso: se un livello raggiunge lo 0 (o un valore dettato dalla fase Infestazione) il personaggio muore. Il gioco finisce quando i giocatori o il traditore raggiungono il rispettivo obiettivo. Sono presenti in tutto 50 diverse fasi Infestazione.

## Premi
Betrayal at House on the Hill ha vinto nel 2004 il Gamers' Choice Award come migliore gioco da tavolo.